# ASMR Darling
Taylor Darling (Florida, 14 de mayo de 1997), más conocida como ASMR Darling, es una youtuber y streamer de Twitch estadounidense, conocida por sus vídeos sobre ASMR.

## Carrera
Taylor comenzó su carrera en YouTube, al principio grabando vídeos ASMR en su teléfono. Poco después de alcanzar los 50 000 suscriptores, aproximadamente un mes y medio después de subir su primer vídeo, apareció en un vídeo de juegos de PewDiePie. A los dos meses, con cerca de 100 000 suscriptores, dejó de hacer nuevos contenidos y puso todos sus vídeos de YouTube en privado, principalmente debido a problemas técnicos con el nuevo equipo y a que estaba abrumada por su popularidad. Tras un mes de descanso, empezó a hacer vídeos de nuevo, incluyendo el muy popular "ASMR 10 Triggers to Help You Sleep" (que tenía 35 millones de visitas en agosto de 2022).
En julio de 2017 subió otro popular vídeo, "ASMR 20 Triggers to Help You Sleep" (38 millones de visitas a fecha de agosto de 2022). En agosto de 2017 fue entrevistada en un vídeo de Shane Dawson y poco después alcanzó el millón de suscriptores en YouTube. En febrero de 2019, Wired UK estimó que ganaba mil dólares al día por los ingresos publicitarios de su canal de YouTube.
Taylor actuó como voz y fue modelo para el personaje ASMR Sweetie en el juego VR Fire Escape, lanzado en abril de 2018.
En junio de 2018 comenzó a hacer streaming en Twitch. Al principio realizaba directos la mayoría de días, rebajando a comienzos de 2022 sus tiempos a temática ASMR dos veces por semana.
Taylor apareció en un episodio de The Try Guys en febrero de 2019. En el verano de 2019, participó como una de las cinco creadoras de ASMR en Reese The Movie: A Movie About Reese, un anuncio para Reese's Peanut Butter Cups, realizado al estilo ASMR. Ese mismo año estuvo en el panel de ASMR en VidCon 2019 en Anaheim (California). En septiembre de 2019, Taylor estuvo actuando y discutiendo sobre ASMR con Neil deGrasse Tyson y Kelly Clarkson en The Kelly Clarkson Show, de NBC.

## Vida personal
Ella ha mantenido deliberadamente su apellido en privado, eligiendo ir sólo por su nombre de pila Taylor para protegerse del acoso y doxeo. Reside en Florida.